# 93e méridien est
En géographie, le 93e méridien est est le méridien joignant les points de la surface de la Terre dont la longitude est égale à 93° est.

## Géographie

### Dimensions
Comme tous les autres méridiens, la longueur du 93e méridien correspond à une demi-circonférence terrestre, soit 20 003,932 km. Au niveau de l'équateur, il est distant du méridien de Greenwich de 10 353 km,.
Avec le 87e méridien ouest, il forme un grand cercle passant par les pôles géographiques terrestres.

### Régions traversées
En commençant par le pôle Nord et descendant vers le sud au pôle Sud, Le 93e méridien est passe par:
| Coordonnées          | Pays, territoire ou mer | Notes |
| -------------------- | ----------------------- | --- |
| 90° 00′ N, 93° 00′ E | Océan Arctique          | |
| 80° 50′ N, 93° 00′ E | Russie                  | Kraï de Krasnoïarsk — Île Komsomolets, Île Pionner (Russie) (en), Île de la révolution d'octobre et l'Archipel Sedov, Terre du Nord                                                                                            |
| 79° 24′ N, 93° 00′ E | Mer de Kara             | |
| 76° 03′ N, 93° 00′ E | Russie                  | Kraï de Krasnoïarsk Le Touva — à partir de 51° 55′ N, 93° 00′ E |
| 50° 47′ N, 93° 00′ E | Mongolie                | Sur environ 11 km |
| 50° 41′ N, 93° 00′ E | Russie                  | Tuva Republic — sur environ 10 km |
| 50° 36′ N, 93° 00′ E | Mongolie                | |
| 45° 01′ N, 93° 00′ E | Chine                   | Xinjiang Gansu — à partir de 40° 29′ N, 93° 00′ E Qinghai — à partir de 39° 08′ N, 93° 00′ E Tibet — à partir de 32° 44′ N, 93° 00′ E                                                                                          |
| 28° 15′ N, 93° 00′ E | Inde                    | Arunachal Pradesh — revendiqué par la Chine Assam — à partir de 26° 56′ N, 93° 00′ E Mizoram — à partir de 24° 24′ N, 93° 00′ E Manipur — sur 5 km à partir de 24° 09′ N, 93° 00′ E Mizoram — à partir de 24° 06′ N, 93° 00′ E |
| 22° 04′ N, 93° 00′ E | Birmanie (Burma)        | |
| 19° 54′ N, 93° 00′ E | Océan Indien            | Golfe du Bengale |
| 13° 40′ N, 93° 00′ E | Inde                    | Andaman du Nord et l'Archipel Ritchie, Îles Andaman |
| 11° 56′ N, 93° 00′ E | Océan Indien            | Passe juste à l'est de l'île Car Nicobar, Îles Nicobar, Inde (à 9° 10′ N, 92° 50′ E) Passe juste à l'ouest de l'île Teressa, Îles Nicobar, Inde (à 8° 17′ N, 93° 05′ E)                                                        |
| 60° 00′ S, 93° 00′ E | Océan Austral           | Passe juste à l'est de Île Drygalski, Territoire antarctique australien revendiqué par Australie (à 65° 45′ S, 92° 43′ E) |
| 66° 33′ S, 93° 00′ E | Antarctique             | Territoire antarctique australien revendiqué par Australie |